# NGC 4482
NGC 4482 is een elliptisch sterrenstelsel in het sterrenbeeld Maagd. Het hemelobject werd op 15 maart 1784 ontdekt door de Duits-Britse astronoom William Herschel.

## Synoniemen
- IC 3427
- UGC 7640
- MCG 2-32-98
- ZWG 70.130
- VCC 1261
- PGC 41272